# Eudoxie Lascaris
Pour les articles homonymes, voir Eudoxie, Lascaris et Lascaris (homonymie).
 (mars 2009).
Si vous disposez d'ouvrages ou d'articles de référence ou si vous connaissez des sites web de qualité traitant du thème abordé ici, merci de compléter l'article en donnant les références utiles à sa vérifiabilité et en les liant à la section « Notes et références ».
Eudoxie Lascaris (grec: Εὐδοξία Λασκαρίνα), née entre 1245 et 1248, morte en 1311, est la fille de Théodore II Lascaris (1222-1258), dit le Philosophe, empereur byzantin de Nicée, et d’Hélène de Bulgarie (1223-1254), et sœur de Jean IV Lascaris.
Eudoxie est écartée par Michel VIII Paléologue lorsque celui-ci prend le pouvoir par la force en évinçant son frère Jean IV en 1261.

## Descendance
Eudoxie épouse à Constantinople le 28 juillet 1261 le comte Guillaume Pierre de Vintimille (1230-1283), seigneur de Tende. Ce mariage va sceller l’alliance entre deux grandes maisons. Sont issus de ce mariage : 
- Jean Ier Lascaris de Vintimille (1264-1323), épouse Menzia di Montferrato ; lui et sa descendance reprendront le nom prestigieux de Lascaris pour devenir la famille Lascaris de Vintimille, seule branche qui conserva le nom de la famille impériale byzantine en France jusqu'au XIXe siècle,
- Lucrèce Lascaris de Vintimille (1264-1314), épouse en 1281 Arnaud Roger de Comminges (?-1288) dont sont issus :
  - Sibille de Comminges qui épouse Hugues Mataplano,
  - Béatrix de Comminges,
  - Violente de Comminges qui épouse Ximeno Cornel,
  - Arnaud Roger de Comminges (?-1295) qui épouse Blanche de Belesa.
- Vataça Lascaris de Vintimille (1268/72-1336), épouse en 1285/88 Martim Anes de Soverosa (?-1296), puis Pedro Jordán de Urríes (?-1350),
- Béatrice de Vintimille, épouse Guillem de Montcada,
- Violante de Vintimille, épouse le comte Guglielmo de Ribagorza puis le baron Pedro de Ayerbe, petit-fils de Jacques Ier d'Aragon,
- Jacques de Vintimille,
- Otton de Vintimille, évêque de Vintimille.